# Rodný dům Karla Jaromíra Erbena
Rodný dům Karla Jaromíra Erbena se nachází ve městě Miletín v okrese Jičín, avšak současný dům není přesně tím domem, ve kterém se Karel J. Erben narodil. Pod památkovou ochranou je od 3. května 1958.

## Dějiny

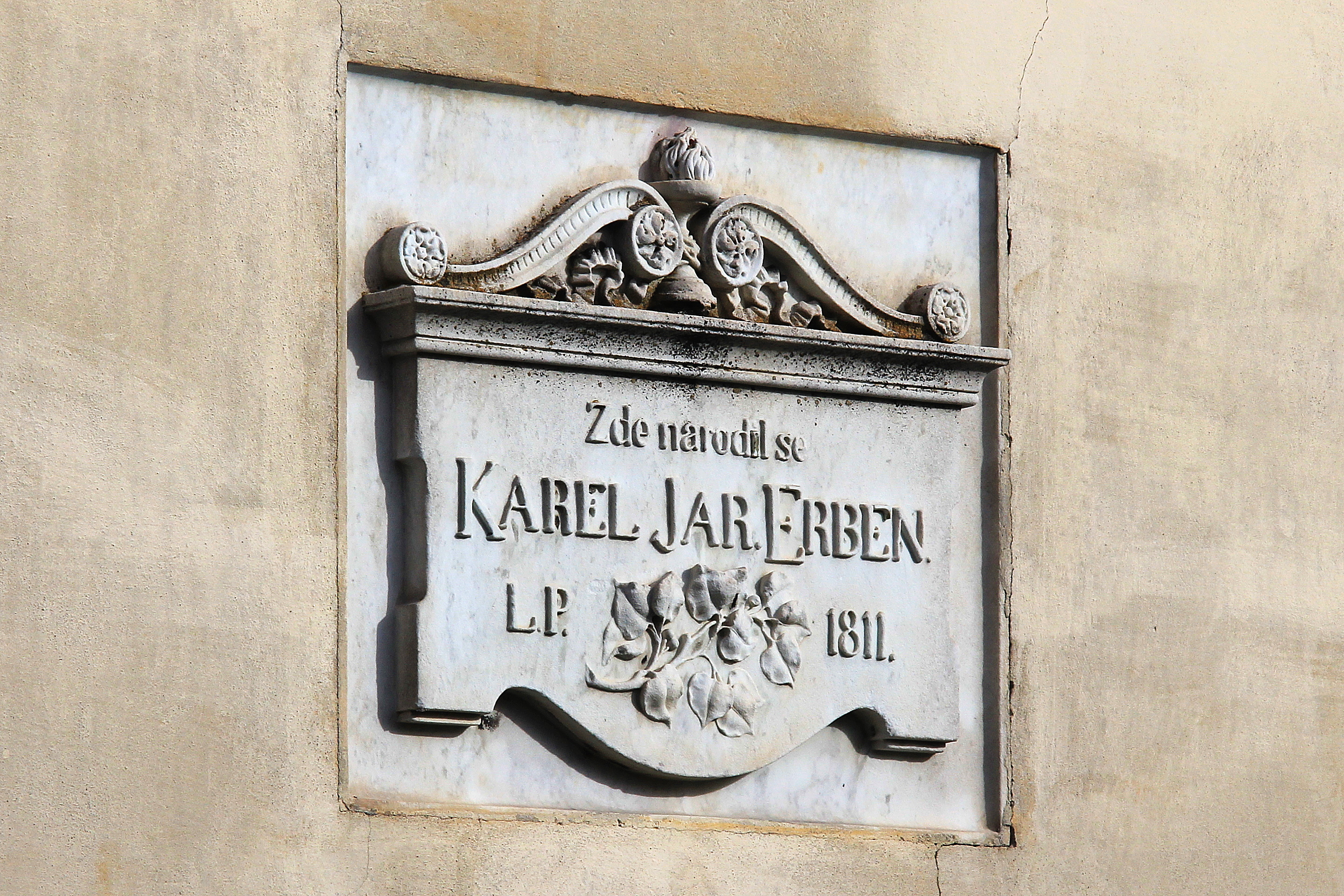
Pamětní deska na rodném domku K. J. Erbena

Tehdejší stavení zakoupili v květnu roku 1806 manželé Jan Erban z Rohoznice a Anna, roz. Žábová z Miletína. Zde přišla na svět 7. listopadu roku 1811 dvojčata Karel a Jan. Dospělosti se však dožili jen Karel a jeho mladší sestra Josefa. Ta se v roce 1836 zasnoubila s Františkem Chmelíkem z Mlázovic, jenž se značně zadluženého domku ujal.
Během mohutného požáru v Miletíně v červnu roku 1846 domek ale vyhořel a majitel domu Chmelík byl nucen ho zase postavit z kamene a cihel. Dům tedy získal svou nynější podobu. Roku 1881 byl domek Chmelíkem prodán Janu Vitochovi z Miletína.
22. května roku 1899 se u domku konala slavnost, které se účastnilo mnoho známých osobností včetně např. Aloise Jiráska či Jaroslava Vrchlického, při níž byla na zdi domku odhalena kamenná pamětní deska na počest notorického rodáka K. J. Erbena.
V roce 1953 si od posledních dědiců domek pronajala obec.

## Současnost
V současnosti se v domku nachází expozice o životě a dílu Karla Jaromíra Erbena, ve které se mimo jiné vyskytují i tři první vydání básnické sbírky Kytice.